# Kanalgrundrohr

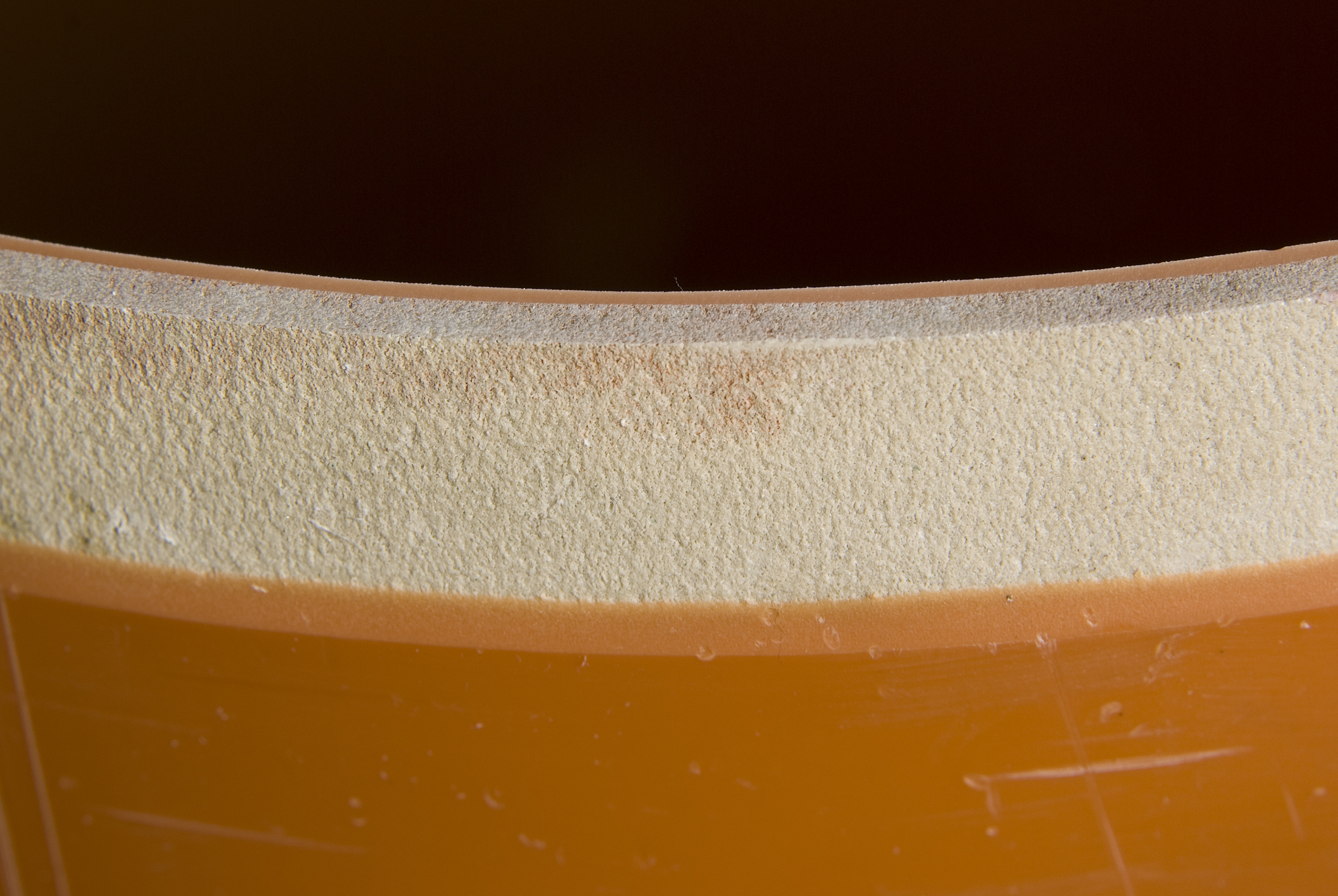
Die Fase am Spitzende des KG-Rohres dient dem leichteren Einschieben in eine Muffe und zeigt den Aufbau eines SN 8 Rohres mit geschäumtem Kern

Ein Kanalgrundrohr (kurz KG oder KG-Rohr) ist eine Rohrart, die hauptsächlich für die Abwasserentsorgung im Erdreich von einem Gebäude bis zur öffentlichen Kanalisation verwendet wird. Die meist orangebraunen Rohre aus Kunststoff werden in unterschiedlichen Nennweiten hergestellt.

## Verwendung
Handelsübliche Kanalgrundrohre (KG-Rohre) sind an ihrer orangebraunen Farbe zu erkennen und dadurch klar vom grauen Hochtemperaturrohr (HT-Rohr) zu unterscheiden. Sie bestehen häufig aus Hart-Polyvinylchlorid (PVC-U) und sind ausschließlich dafür vorgesehen, Abwässer unterirdisch zum Abwasserkanal zu leiten. Kanalgrundrohr gilt dabei als allgemeine Bezeichnung für ein druckloses Abwassersystem, welches zumeist mit Steckmuffen (und Dichtelement) verbunden wird.
KG-Rohre dürfen nicht für Hausinnenleitungen verwendet werden, weil sie nicht temperaturbeständig sind. Hier kommen Hochtemperaturrohre (HT) oder SML-Rohre zum Einsatz. Temperaturbeständig bedeutet hier, dass sich die Leitungen nicht verformen und bei einer zu hohen Abwassertemperatur nicht ausgasen. KG-Rohre würden bei einer Abwassertemperatur von etwa 65 °C ausgasen; außerdem würden bei einem Brand im Haus toxische Gase entstehen. Die Rohre werden in Nenndurchmessern (DN) von 100 bis 600 mm sowie in Längen von 500 bis 5000 mm hergestellt.

## Nennweiten
Im Regelfall geben die Nenndurchmesser bzw. Nennweiten (DN) bei Kanalisationsrohren den Innendurchmesser an (z. B. bei Steinzeug- oder Betonrohren). Dies ist beim KG-Rohr nach DIN EN 1401 jedoch nicht der Fall. Der Außendurchmesser (d1) des Rohres ist genormt und bei allen KG-Rohren gleich. Die Wandstärke (e oder s1) und somit der Innendurchmesser (di) variieren je nach Ringsteifigkeit, SDR, Material und Bauart.
| Nenn- durchmesser (DN) | Außen- durchmesser (d1) | ungefährer Innendurch- messer bei normal wandigem KG-Rohr | Quer- schnitt (außen) | ~ Quer- schnitt (innen) | Wandstärke (circa, je nach Herstel- ler und SN abweichend) |
| ---------------------- | ----------------------- | --------------------------------------------------------- | --------------------- | ----------------------- | ---------------------------------------------------------- |
| 110 (100)*             | 110 mm                  | 104 mm                                                    | 0,95 dm²              | 00,85 dm²               | 03,0 mm                                                    |
| 125                    | 125 mm                  | 118 mm                                                    | 1,23 dm²              | 01,09 dm²               | 03,5 mm                                                    |
| 150                    | 160 mm                  | 152 mm                                                    | 2,01 dm²              | 01,81 dm²               | 04,0 mm                                                    |
| 200                    | 200 mm                  | 190 mm                                                    | 3,14 dm²              | 02,84 dm²               | 05,0 mm                                                    |
| 250                    | 250 mm                  | 237 mm                                                    | 4,91 dm²              | 04,41 dm²               | 06,5 mm                                                    |
| 300                    | 315 mm                  | 299 mm                                                    | 7,79 dm²              | 07,02 dm²               | 08,0 mm                                                    |
| 400                    | 400 mm                  | 379 mm                                                    | 12,57 dm²             | 11,28 dm²               | 10,5 mm                                                    |
| 500                    | 500 mm                  | 476 mm                                                    | 19,63 dm²             | 17,80 dm²               | 12,0 mm                                                    |
| 600                    | 630 mm                  | 599 mm                                                    | 31,17 dm²             | 28,18 dm²               | 15,5 mm                                                    |

* Es sind beide Angaben zu finden, wobei DN 110 die heute üblichere Bezeichnung ist.
Stabilere Rohre haben bei gleichem Außendurchmesser größere Wandstärken und entsprechend verringerte Innendurchmesser, zum Beispiel bei DN 200 statt 4,9 mm 6,8 mm Wandstärke. Für die Kompatibilität relevant ist der Außendurchmesser, an den der in der Nut der Muffe liegende Dichtring angepresst wird.
KG-Rohre sind aufgrund des genormten Außendurchmessers mit einigen anderen Rohrarten wie z. B. HT-Rohren oder PE-HD Rohren (mit TML-,BML-, SML- oder KML-Rohren nur bei einigen Nennweiten) kompatibel. Diese haben eine Reihe von Zwischengrößen mit Außendurchmessern von 16, 20, 25, 32, 40, 50, 63, 75, 90, 140, 160, 180, 225, 280, 355, 450, 710, 800, 900, 1000 und 1200 mm, wobei nicht jede der genannten Rohre in allen Nennweiten lieferbar ist. PE-HD Rohre sind eher in den kleineren, HT-Rohre in den mittleren und TML-, BML, SML- und KML-Rohre sind eher in den mittleren bis großen Nennweiten lieferbar.

## Materialien

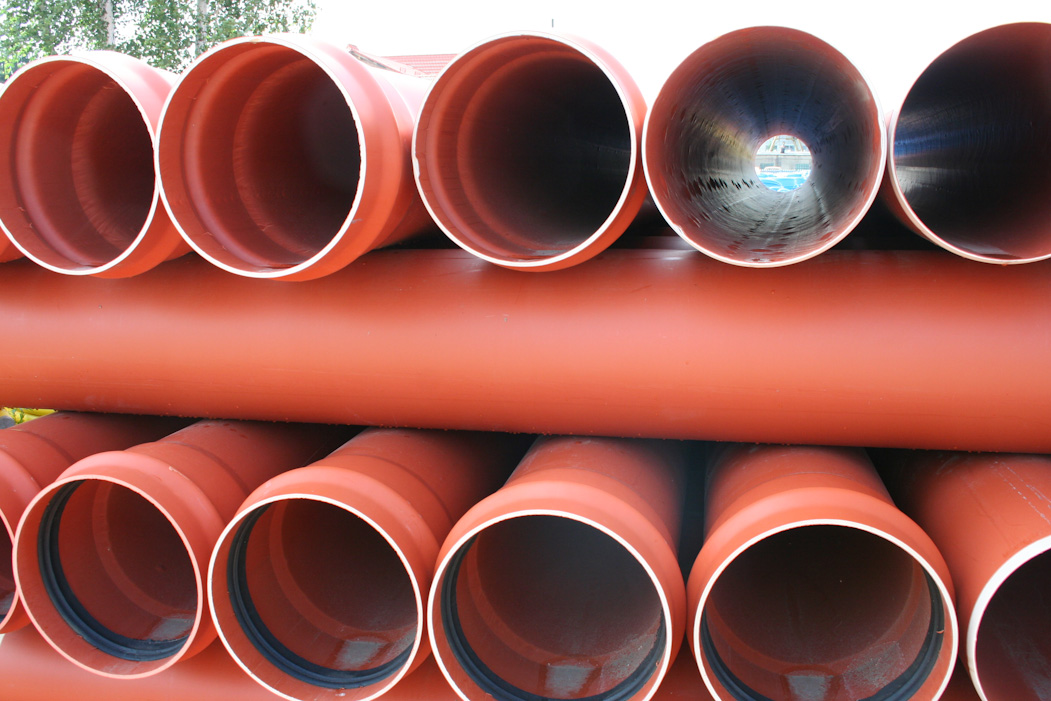
Ein Stapel KG-Rohre aus PVC

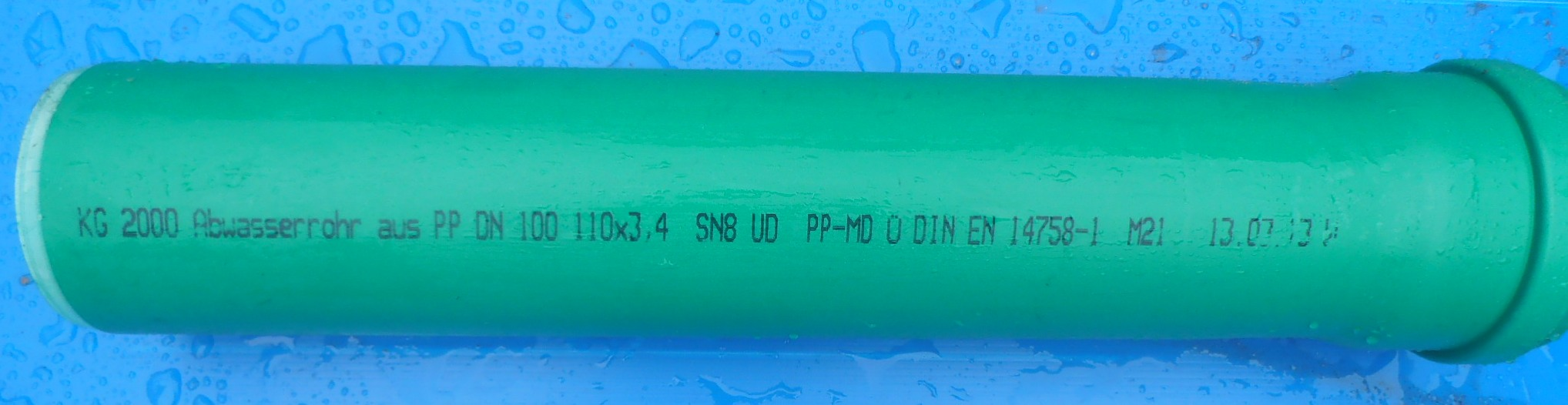
KG-Rohr aus PP

Die einfachste Ausführung des Kanalgrundrohres aus Hart-Polyvinylchlorid (PVC-U) entspricht einer Ringsteifigkeit (SN) von 4. Des Weiteren gibt es Kanalgrundrohre aus Hart-Polyvinylchlorid (PVC-U) mit einer Ringsteifigkeit (SN) von 8. Bei PVC-U-SN8-Rohren wird zwischen kerngeschäumten Rohren und Vollwand-Rohren unterschieden. Bei den kerngeschäumten Rohren wird der Zwischenraum mittels Koextrusion z. B. mit aufgeschäumtem Recyclat verfüllt, während bei Vollwandrohren die komplette Wandung massiv aus dem Grundmaterial besteht. Sowohl SN4- als auch SN8-Rohre sind an ihrer meist orangen Farbe (RAL 8023) erkennbar.
Die höher belastbare Ausführung dieses Kanalrohres stellt das Polypropylenrohr (PP-Rohr) dar. Dieses erreicht eine Ringsteifigkeit (SN) von 10 und wird entweder in Grün, Orange oder Blau gefertigt. Weitere Ausführungen mit geriffelter Oberfläche oder Kombinationen aus Hart-Polyvinylchlorid (PVC-U) und Polypropylen (PP) werden von der Industrie mit verschiedensten Ringsteifigkeiten angeboten. Weitere Alternativen sind Rohre aus Steinzeug, Beton, Stahlbeton, duktilem Guss, GFK oder selten Stahl.

## Verbau
Das Mindestgefälle für die Verbauung von Kanalgrundrohren in Grund- und Sammelleitungen beträgt:
- innerhalb von Gebäuden nach DIN 1986-100: 0,5 cm/m
- außerhalb von Gebäuden nach EN 752-4: bei Durchmessern kleiner DN 300 mindestens 1:DN, geringere Gefälle sind zulässig, wenn sich täglich eine zur Selbstreinhaltung erforderliche Fließgeschwindigkeit von mindestens 0,7 m/s einstellt.